# 언톨드 스토리 - 인육만두
언톨드 스토리 - 인육만두(중국어 정체자: 八仙飯店之人肉叉燒飽, 간체자: 八仙饭店之人肉叉烧包, 영어: The Untold Story: Human Mean Roast Pork Buns)는 홍콩에서 제작된 추리타오 감독의 1992년 공포, 스릴러 영화이다. 리슈셴과 황추생이 주연으로 출연하였고 리슈셴은 제작에도 참여하였다. 1985년 8월 마카오에서 발생한 팔선반점 일가족 살인사건을 바탕으로 한 작품이다.

## 줄거리
1986년 포르투갈령 마카오 콜로아느섬의 학사 해안에서 인육 조각이 발견되었다. 리 반장(리슈셴 분)이 이끄는 마카오 경찰 수사팀은 만두 전문점인 팔선반점의 주인 정린(류자오밍 분)과 일가족 8명의 실종 신고가 접수되기 전까지 발견된 시체의 정체를 파악하지 못했다. 한편 팔선반점은 해당 가게 점원이었던 왕즈헝(황추생 분)이 운영하고 있었고 경찰들은 왕즈헝을 의심하고 수사한다.
왕즈헝은 수사를 피해 중국 본토로 도피를 꾀하다가 경찰에게 체포된다. 그는 원래 정린의 사기 도박 상대였으며 정린에게서 18만 파타카를 받게 되었으나 기술을 쓴 것을 눈치챈 정린이 돈을 주지 않자 그와 일가족을 살해하고 그 시체로 만두를 만들어 팔았던 것이었다. 체포된 왕즈헝은 범죄 사실을 자백하고 경찰에 의해 기소되었으나 감옥에서 자살한다.
국내에서는 비디오로 출시된 바 있으나 10여분 이상이 가위질되어 출시되었다.

## 출연

### 주연
- 리슈셴: 리 반장(李Sir) 역
- 황추생: 왕즈헝(王志恆)

### 조연
- 관바오후이: 아바오(阿寶) 역
- 류자오밍: 정린(鄭臨) 역
- 청쿠이안: 정보(鄭鉢) 역
- 황바이원: 뉴정슝(牛正雄) 역
- 지자파: 로버트(Robert) 역
- 린징강: 진강(金剛) 역

## 제작진
- 출품인: 양덩쿠이
- 출품인: 리슈셴